# Kazik Staszewski
Kazik Staszewski (nome completo Kazimierz Piotr Staszewski), conosciuto anche semplicemente come Kazik (Varsavia, 12 marzo 1963) è un cantautore e produttore discografico polacco.
È il frontman della band Kult, che ha fondato nel 1982; il loro ultimo album, Wstyd, è stato pubblicato nell'ottobre 2016. Nel 1991, ha iniziato una carriera da solista con uno dei primi album rap polacchi, Spalam się.

## Biografia e carriera
Kazik è cresciuto a Varsavia con la madre e la nonna. Conobbe a malapena il padre, Stanisław Staszewski, poeta e musicista: quando aveva quattro anni, il padre dovette lasciare la famiglia a causa di controversie con il regime socialista e fuggì in Francia, dove morì nel gennaio 1973. Kazik si è diplomato al liceo nel maggio 1981.
Nel 1979 ha fondato la band Poland, poi divenuta Novelty Poland nel 1981; il nome del gruppo deriva dal brano Novelty dei Joy Division. I Novelty Poland si sciolsero dopo tre mesi e un concerto. Nel 1982 Kazik fondò la band Kult sulla base dei Novelty Poland. Nel 1992 ha fondato il gruppo Kazik na Żywo e nel 1998 El Doopa. Nel 1991 ha iniziato una carriera da solista in parallelo all'attività con i gruppi.
La musica di Kazik può essere principalmente definita come rock e punk rock; nella sua musica ci sono anche elementi reggae, rap e jazz. Nella maggior parte delle sue canzoni Kazik canta in polacco ma alcune canzoni o passaggi di testo sono anche in russo, inglese o tedesco. Molti dei suoi testi sono critici nei confronti della società o contengono contenuti politici. Nel 1991 la canzone chiamata Wałęsa dawaj nasze sto milionów! ("Wałęsa - dacci i nostri cento milioni") fece nascere una discussione di livello nazionale, in cui anche Lech Wałęsa, il presidente della Polonia, criticato nella canzone, intervenne.
Kazik ha ricevuto numerosi riconoscimenti (Premio Paszport Polityki, Premio Fryderyki, Machinery). Agli MTV Europe Music Awards 2000, Kazik è stato insignito del Best Polish Act ma ha rifiutato il premio - come fatto con altri riconoscimenti in precedenza - volendo opporre la sua musica al marketing e alla commercializzazione.

## Controversie
Nella primavera 2020 il brano Twój ból jest lepszy niz mój (in italiano: "Il tuo dolore è migliore del mio") parla di un uomo che arriva il 10 aprile 2020 con una limousine e guardie del corpo di fronte al cimitero Powązki di Varsavia, che in realtà era chiuso a causa della pandemia di COVID-19, e lascia fiori freschi sulla tomba di sua madre. Senza fare nomi, la canzone è diretta contro il leader del partito populista e nazionalista al potere Diritto e Giustizia (PiS) ovvero Jarosław Kaczyński. Gli ascoltatori della "storica" hit parade settimanale del canale radio Polskie Radio Program III "Trojka" votarono la canzone facendola arrivare al primo posto. Il 16 maggio 2020, il caporedattore di Trojka ha rilasciato una dichiarazione di scusa per aver presumibilmente infranto le regole e lasciato una canzone fuori dalla lista. Il risultato finale della hit parade è stato quindi falsificato. La redazione ha deciso di dichiarare non valida la votazione della classifica. Musicisti e membri dell'opposizione polacchi hanno parlato di censura e anche il PiS e i suoi sostenitori hanno espresso disappunto per questa interferenza con la libertà nell'arte. Il conduttore del programma Marek Niedzwiecki si è dimesso il 18 maggio 2020. Ha detto che avrebbe smesso di lavorare con il terzo programma data l'accusa di aver ingiustamente modificato la hit parade. Oltre dieci altri speaker hanno lasciato l'emittente fino al 20 maggio 2020. Diversi artisti hanno chiesto il boicottaggio della stazione.

## Discografia

### Da solista

#### Album in studio
- 1991 - Spalam się (Zic Zac)
- 1993 - Spalaj się! (Eska)
- 1995 - Oddalenie (S.P. Records)
- 1997 - 12 Groszy (S.P. Records)
- 2000 - Melassa (S.P. Records)
- 2004 - Czterdziesty pierwszy (S.P. Records)
- 2005 - Los się musi odmienić (S.P. Records)
- 2008 - Silny Kazik pod wezwaniem (S.P. Records)
- 2015 - Wiwisekcja (S.P. Records)
- 2017 - Tata Kazika kontra Hedora (S.P. Records)
- 2017 - Utwory odnalezione
- 2020 - Zaraza

#### Album di cover
- 2001 - Melodie Kurta Weill'a i coś ponadto (S.P. Records)
- 2003 - Piosenki Toma Waitsa (S.P. Records)

### Con i Kult
- 1987 – Kult
- 1987 – Posłuchaj to do ciebie
- 1987 – Spokojnie
- 1989 – Tan
- 1989 – Kaseta
- 1990 – 45-89
- 1991 – Your Eyes
- 1993 – Tata Kazika
- 1994 – Muj wydafca
- 1996 – Tata 2
- 1998 – Ostateczny krach systemu korporacji
- 2001 – Salon Recreativo
- 2005 – Poligono Industrial
- 2009 – HURRA!
- 2013 – Prosto (2013)[5]
- 2016 – Wstyd
- 2016 – Wstyd. Suplement 2016

### Con i Kazik na Żywo
- 1994 – Na żywo, ale w studio
- 1995 – Porozumienie Ponad Podziałami
- 1999 – Las Maquinas de la Muerte
- 2002 – Występ
- 2011 – Bar la Curva/Plamy na słońcu

### Con gli El Doopa
- 2000 – A pudle?
- 2007 – Gra?

### Con i Buldog
- 2006 – Płyta

### Con i Mazzoll Kazik And Arythmic Perfection
- 1997 – Rozmowa S Catem

### Come Kazik oraz Kwartet ProForma
- 2015 – Wiwisekcja
- 2017 – Tata Kazika Kontra Hedora